# Tempe (Sydney)
Tempe – geograficzna nazwa dzielnicy, położonej na terenie samorządu lokalnego Marrickville, wchodzącej w skład aglomeracji Sydney, w stanie Nowa Południowa Walia, w Australii.

## Galeria

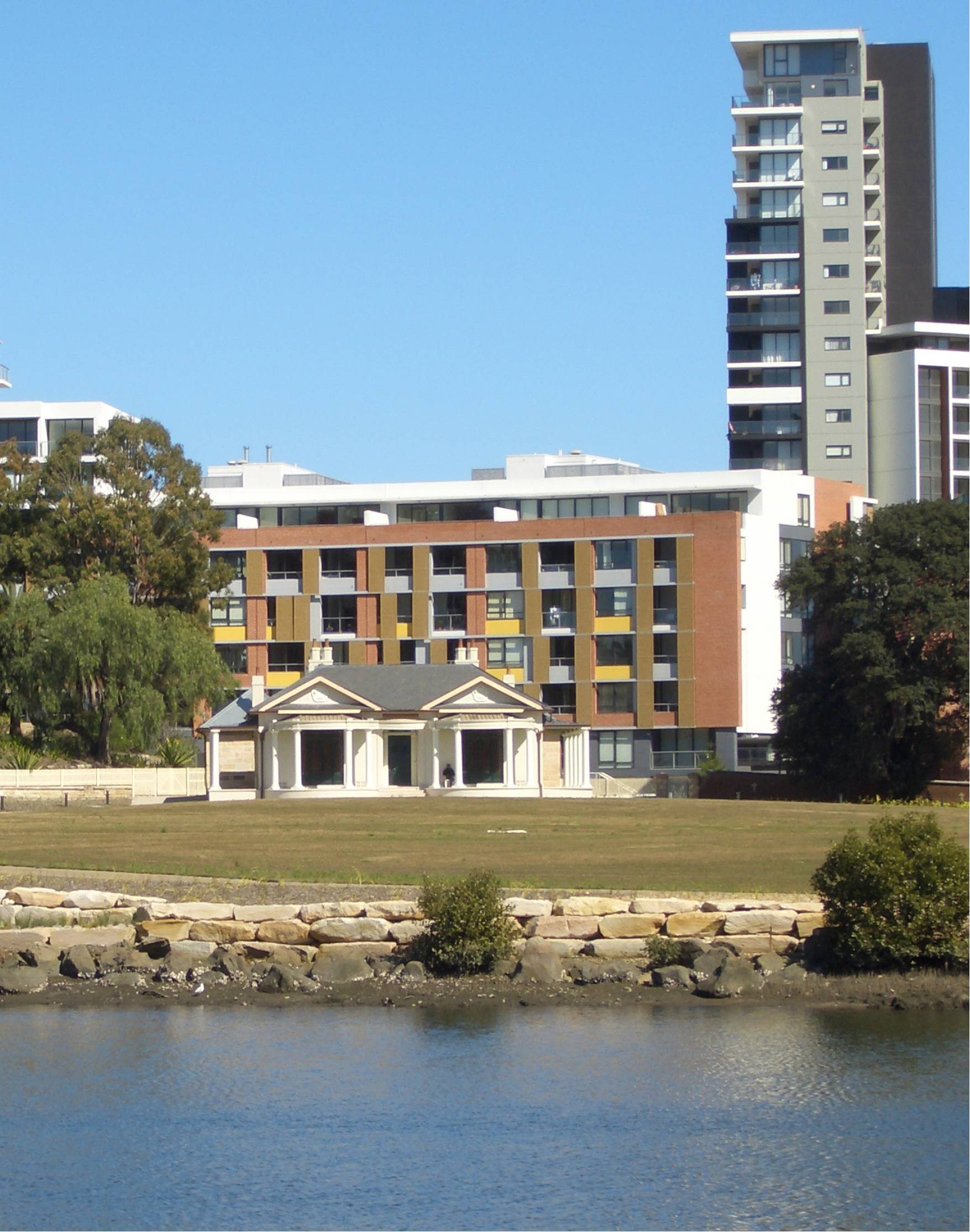
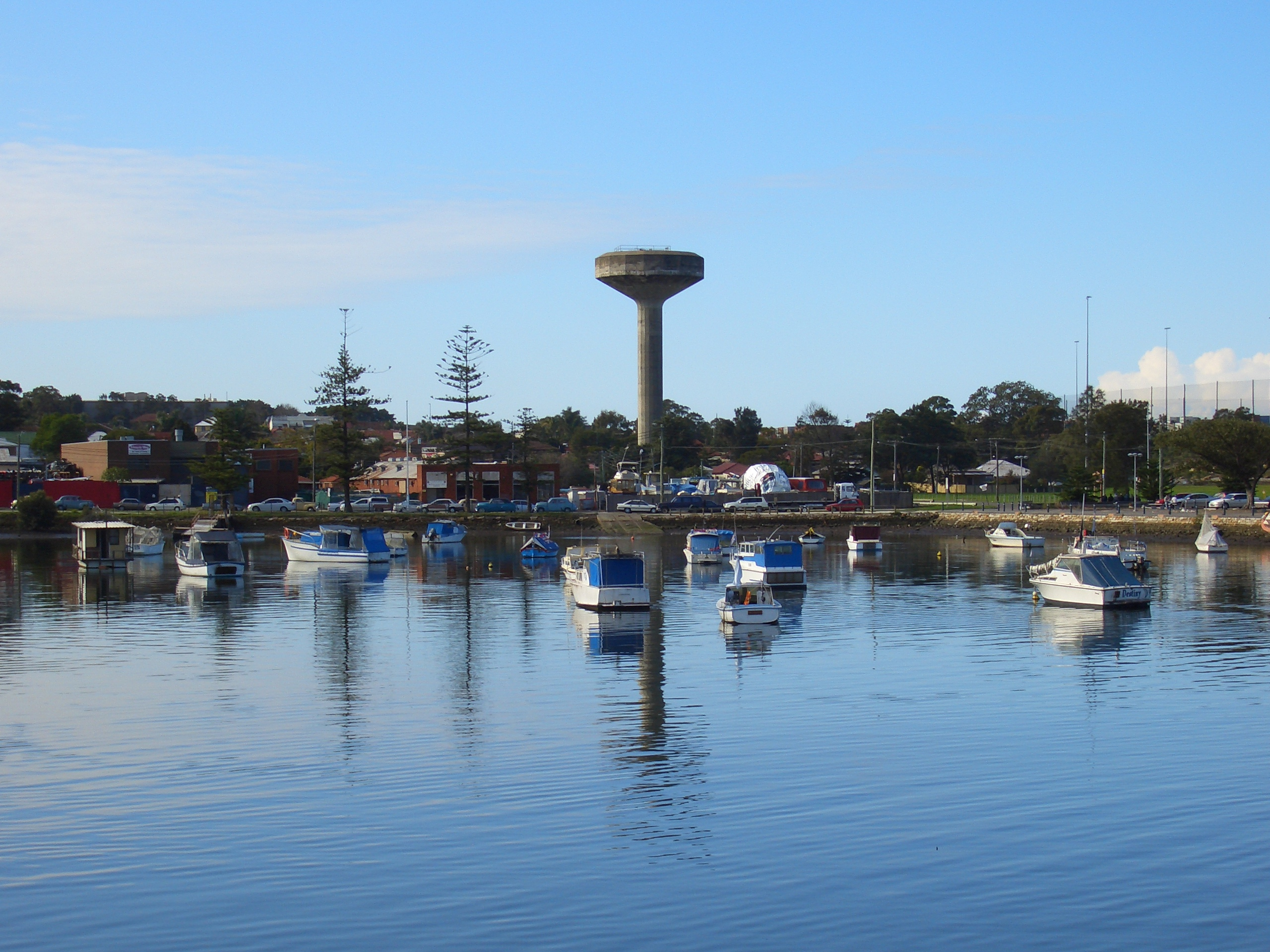
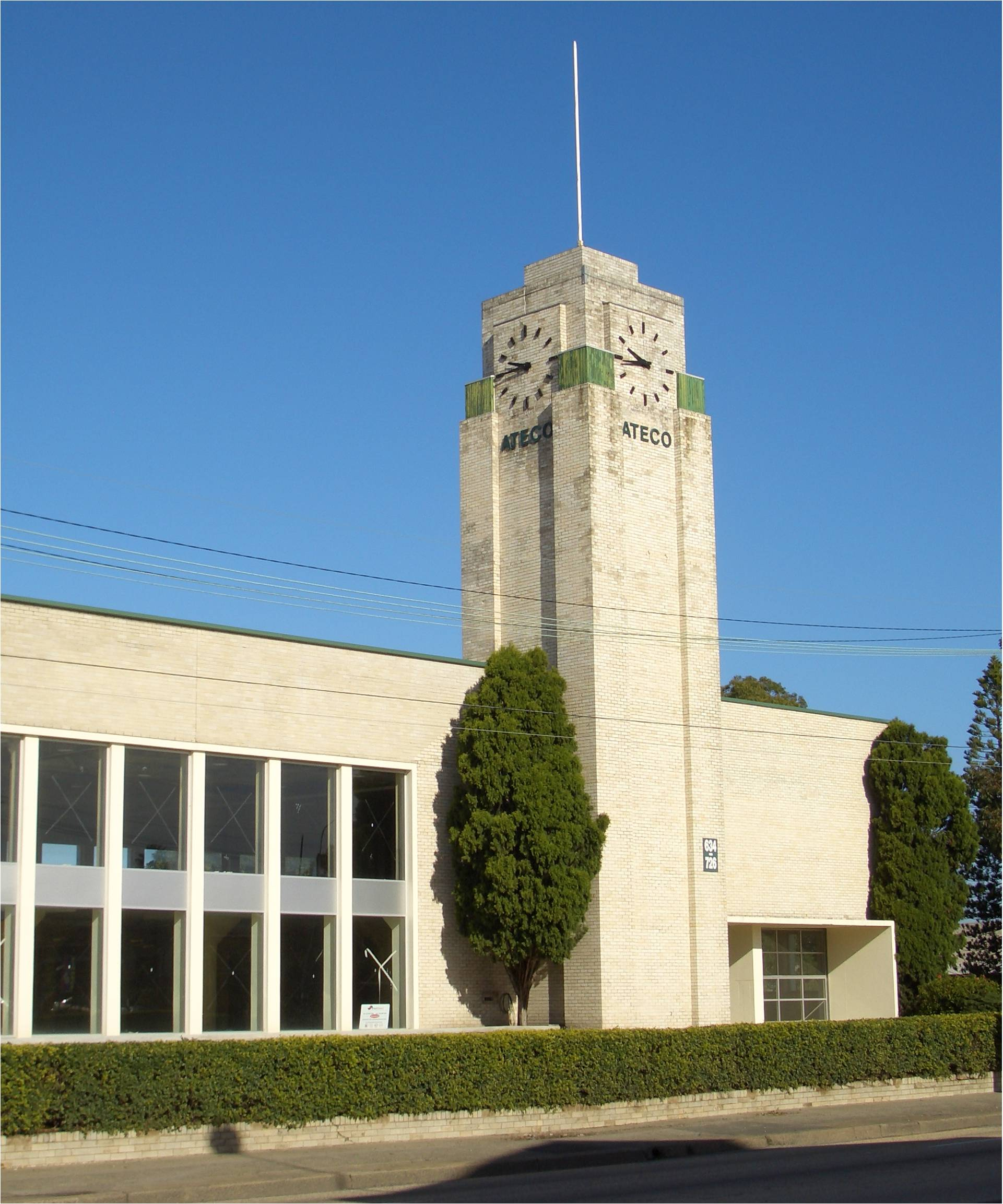